# Gymnasium Egeln
Das Gymnasium Egeln war ein Gymnasium mit musikbetonter Ausrichtung mit dem Schwerpunkt Chorgesang. Es lag in der kleinen Bördestadt Egeln. Die Schule wurde zum 31. Juli 2014 geschlossen. Das Schulgebäude wurde bis Ende des Schuljahres 2015/16 als Außenstandort des Dr.-Frank-Gymnasium Staßfurt geführt. Am 24. Juni 2016 wurde der Schulstandort endgültig geschlossen. Ein Nachnutzungskonzept liegt nicht vor.
Einzugsgebiet des Gymnasiums war die Verbandsgemeinde Egelner Mulde, Kroppenstedt und die Ortsteile Schneidlingen, Groß Börnecke und Cochstedt der Stadt Hecklingen.

## Lage
Das Hauptgebäude, das seit dem Schuljahr 2012/2013 alle Klassen beherbergte, liegt im Norden der Stadt, direkt an der B 81. Das Gebäude II, das in den letzten Jahren der Existenz nicht mehr vom Gymnasium genutzt wurde, liegt im Stadtzentrum, am Pestalozziplatz.

## Geschichte
Das Gymnasium Egeln wurde 1925 als Oberrealschule in Aufbauform gegründet. Zu DDR-Zeiten war es die EOS „Minna Faßhauer“. Zu dieser Zeit gab es auch ein Internat für die Schule. Nach der Wende wurde es 1991 zum Gymnasium Egeln. Das Internat wurde geschlossen.
Im Jahr 2009 und 2013 konnten auf Grund zu geringer Schülerzahlen keine fünften Klassen angenommen werden. Im Jahr 2014 wurde die Schule komplett geschlossen und in eine Außenstelle des Dr.-Frank-Gymnasium Staßfurt umgewandelt. Am 24. Juni 2016 fand die endgültige Schließung des Schulstandorts statt. Der Salzlandkreis konnte für beide Schulgebäude kein Nachnutzungskonzept vorlegen.

## Lehrangebot
Das Gymnasium  Egeln unterlag als staatliche, allgemeinbildende Schule den Rahmenrichtlinien des Landes Sachsen-Anhalt. Als besonderes Fach wurde seit 1999 das Fach Chorische Stimmbildung als Wahlpflichtfach in Klasse 9 angeboten. Seit dem Schuljahr 2008/2009 hatte das Gymnasium ein besonders Schulprofil: Musikbetonte Schule – Schwerpunkt Chorgesang. Dieses Profil bot auch Schülern aller Klassenstufen eine wöchentliche Zusatzstunde „chorische Stimmbildung“ an und eröffnete zusätzlich die Möglichkeit zu kostenlosem Instrumentalunterricht in Klavier, Gitarre und Keyboard.

## Chöre
Das Gymnasium Egeln hatte ein ausgeprägtes Chorwesen. Die Schüler der fünften bis siebten Klassen konnten im Kinderchor des Gymnasiums singen, ab dann im gemischten Chor des Gymnasiums. Im Jahre 1997 gründete sich der Chor Young Voices – Egelner Kammerchor, der aus Ehemaligen und Schülern des Gymnasiums besteht. Alle diese Chöre wurden von Ralf O. Schubert geleitet. 2006 ist noch der Mädchenkammerchor Egeln hinzugekommen.
Das Gymnasium war Mitausrichter des Internationalen Chorfestivals „Sine musica nulla vita“.

## Ehemalige Schüler
- Heinz Kruschel (1929–2011), Schriftsteller
- Heinrich Apel (1935–2020), Bildhauer
- Karl-Heinz Daehre (* 1944), Politiker, ehemaliger Bauminister des Landes Sachsen-Anhalt
- Manfred Püchel (* 1951), Politiker, ehemaliger Innenminister des Landes Sachsen-Anhalt
- Klaus-Rüdiger Mai  (* 1963), Dramaturg, Regisseur und Schriftsteller
- Sebastian Hengstmann (* 1978), Kabarettist
- Christoph Letkowski (* 1982), Schauspieler und Musiker